# Абаносхеві
Абаносхеві (груз. აბანაოსხევი) — село в Грузії.
За даними перепису населення 2014 року в селі проживає 399 осіб.